# Peratophyga bifasciata
Peratophyga bifasciata là một loài bướm đêm trong họ Geometridae.